# Rosy McEwen
 (novembre 2023).
 (juillet 2023).
Si vous disposez d'ouvrages ou d'articles de référence ou si vous connaissez des sites web de qualité traitant du thème abordé ici, merci de compléter l'article en donnant les références utiles à sa vérifiabilité et en les liant à la section « Notes et références ».
 (juillet 2023).
La mise en forme du texte ne suit pas les recommandations de Wikipédia : il faut le « wikifier ».
Les points d'amélioration suivants sont les cas les plus fréquents :
- Les titres sont pré-formatés par le logiciel. Ils ne sont ni en capitales, ni en gras.
- Le texte ne doit pas être écrit en capitales (les noms de famille non plus), ni en gras, ni en italique, ni en « petit »…
- Le gras n'est utilisé que pour surligner le titre de l'article dans l'introduction, une seule fois.
- L'italique est rarement utilisé : mots en langue étrangère, titres d'œuvres, noms de bateaux, etc.
- Les citations ne sont pas en italique mais en corps de texte normal. Elles sont entourées par des guillemets français : « et ».
- Les listes à puces sont à éviter, des paragraphes rédigés étant largement préférés. Les tableaux sont à réserver à la présentation de données structurées (résultats, etc.).
- Les appels de note de bas de page (petits chiffres en exposant, introduits par l'outil «  Source ») sont à placer entre la fin de phrase et le point final[comme ça].
- Les liens internes (vers d'autres articles de Wikipédia) sont à choisir avec parcimonie. Créez des liens vers des articles approfondissant le sujet. Les termes génériques sans rapport avec le sujet sont à éviter, ainsi que les répétitions de liens vers un même terme.
- Les liens externes sont à placer uniquement dans une section « Liens externes », à la fin de l'article. Ces liens sont à choisir avec parcimonie suivant les règles définies. Si un lien sert de source à l'article, son insertion dans le texte est à faire par les notes de bas de page.
- La présentation des références doit suivre les conventions bibliographiques. Il est recommandé d'utiliser les modèles {{Ouvrage}}, {{Chapitre}}, {{Article}}, {{Lien web}} et/ou {{Bibliographie}}. Le mode d'édition visuel peut mettre en forme automatiquement les références.
- Insérer une infobox (cadre d'informations à droite) n'est pas obligatoire pour parachever la mise en page.

Pour une aide détaillée, merci de consulter Aide:Wikification.
Si vous pensez que ces points ont été résolus, vous pouvez retirer ce bandeau et améliorer la mise en forme d'un autre article.
 (novembre 2023).
Le contenu est difficilement compréhensible vu les erreurs de traduction, qui sont peut-être dues à l'utilisation d'un logiciel de traduction automatique.
Rosy McEwen, née en 1994, est une actrice britannique. Elle a notamment tourné dans Vesper (2022) et Blue Jean (2022), où elle a remporté, grâce à sa performance, un British Independent Film Award. À la télévision, elle est connue pour ses rôles dans la série TNT L'Aliéniste (2020) et le drame de Channel 4 Close to Me (2021).

## Biographie
Rosy McEwen a fréquentée une école catholique pour filles à Londres. À 12 ans, elle auditionne pour l'adaptation cinématographique de Reviens-moi et atteint les deux finales face à Saoirse Ronan.
Elle étudie ensuite l'histoire de l'art à l'université de Leeds, puis se forme à la Bristol Old Vic Theatre School. Elle joue dans The Cherry Orchard au Bristol Old Vic et au Manchester Royal Exchange. Elle a des premiers rôles à la télévision dans Cranford et Meurtres en sommeil.
Pour éviter toute confusion avec l'actrice Rose Byrne, Rosy McEwen (Rosy Byrne de naissance) prends le nom de jeune fille de sa mère.

## Carrière théâtrale
McEwen fait partie de la Royal Shakespeare Company et est acclamée pour ses performances dans Timon d'Athènes et Tamburlaine. Elle apparait dans la production d'Othello de Clint Dyer (Desdemona) au Royal National Theatre de Londres. L'Evening Standard écrit qu'elle « avait assommé du parc ».

## Carrière télévisée
À l'écran, elle apparait dans la série Netflix The Alienist, avec Luke Evans et Dakota Fanning. Elle joue la fille de Christopher Eccleston dans la mini-série Close to Me de Channel 4. Elle a un rôle à venir dans la préquelle de Rosemary's Baby, Appartement 7A aux côtés de Julia Garner.

## Carrière cinématographique
En 2022, la comédienne joue dans le film de science-fiction Vesper Chronicles aux côtés d'Eddie Marsan. Son interprétation du rôle principal dans Blue Jean, une professeure de sport, est saluée par la presse. Pour ce rôle, la comédienne a remporté le prix de la meilleure interprétation aux British Independent Film Awards en décembre 2022. Dans cette catégorie, McEwen était en compétition avec Sally Hawkins, Florence Pugh et Bill Nighy.

## Filmographie

### Télévision
- 2020 : L'Aliéniste : Libby
- 2021 : Près de moi : Ceinture[réf. nécessaire]
- 2025 : Black Mirror (Netflix) season 7 : Verity Greene

### Cinéma
- 2022 : Vesper Chronicles : Camélia
- 2022 : Blue Jean : Jean
- 2024 : Apartment 7A